# Белуџки вез
Белуџки вез (такође познат као Белучи вез) је врста рукотворине коју прави народ Белуџи. Сматра се уметничком баштином, признат је од стране UNESCOО-а и продаје се на међународном нивоу.

## Историја
Народ Белуџи је из пакистанске провинције Белуџистан; иранска провинција Систан и Белучестан; и јужне области Авганистана, укључујући провинције Нимруз, Хелманд и Кандахар. Прецизна историја балуџиског рукотворина није позната, али једна теорија је да је донета миграцијом Словена у Белуџистан отприлике 200 година пре оснивања ислама, њихов традиционални вез се зове Рушник и садржи много сличности. Друга теорија је да се занат развио заједно са индустријом производње свиле.
Различити региони племена Балоџи имају своје различите дизајне ручних радова. Овај занат су традиционално стварале само жене и преносио се кроз генерације. Дизајн шавова и шара имају значење; уобичајени мотиви су стрелице, "пилећа стопала", дијаманти и цвеће. Неки од дизајна могу такође да садрже друге материјале као што су мали комади огледала (познати као шиша), различите боје конца и/или комади обојене тканине. Ручни рад се традиционално користио за украшавање женске одеће, али је коришћен и за украшавање јастука, завеса, столњака и мушке одеће.
У 2015. години, већина продаје одеће креиране са овим типом веза одигравала се у Пакистану и Авганистану.

## Галерија
- Примери веза